# Partizán Bardejów
Partizán Bardejov – słowacki klub piłkarski, grający obecnie w trzeciej lidze słowackiej, mający siedzibę w mieście Bardejów.

## Historia
Klub został założony 12 listopada 1922 roku jako BSC Bardejov. Przez kilka sezonów występował w drugiej lidze czechosłowackiej. W sezonie 1993/1994 wywalczył historyczny awans do pierwszej ligi. W ekstraklasie słowackiej grał łącznie w od sezonu 1994/1995 do sezonu 1998/1999, w którym zajął ostatnie 16. miejsce i spadł do drugiej ligi.

## Historyczne nazwy
- 1922 – BSC Bardejov (Bardejovský Sport Club Bardejov)
- 1932 – ŠK Bardejov (Športový klub Bardejov)
- 1949 – Sokol OSK Bardejov
- 1951 – Sokol ČSSZ Bardejov
- 1953 – Slavoj Bardejov
- 1962 – TJ Partizán Bardejov (Telovýchovná jednota Partizán Bardejov)
- 1992 – BSC JAS Bardejov
- 2001 – BŠK Bardejov (Bardejovský športový klub Bardejov)
- 2005 – MFK Bardejov (Mestský futbalový klub Bardejov)
- 2008 – ŠK Partizán Bardejov (Športový klub Partizán Bardejov)

## Historia występów w pierwszej lidze
| Sezon     | Pozycja      | Pkt. | M  | Z  | R | P  | GZ | GS |
| --------- | ------------ | ---- | -- | -- | - | -- | -- | -- |
| 1994/1995 | 7.           | 43   | 32 | 12 | 7 | 13 | 46 | 46 |
| 1995/1996 | 6.           | 42   | 32 | 13 | 3 | 16 | 38 | 42 |
| 1996/1997 | 7.           | 40   | 30 | 11 | 7 | 12 | 34 | 36 |
| 1997/1998 | 14.          | 30   | 28 | 7  | 6 | 17 | 27 | 42 |
| 1998/1999 | 16. (spadek) | 30   | 7  | 2  | 1 | 27 | 14 | 66 |

## Reprezentanci kraju grający w klubie
Stan na czerwiec 2015.
| - Juraj Čobej - Marián Kurty - Jozef Pisár - Anton Soltís | - Marián Suchancok - Blažej Vaščák - Igor Janczewski |